# Amelia Island

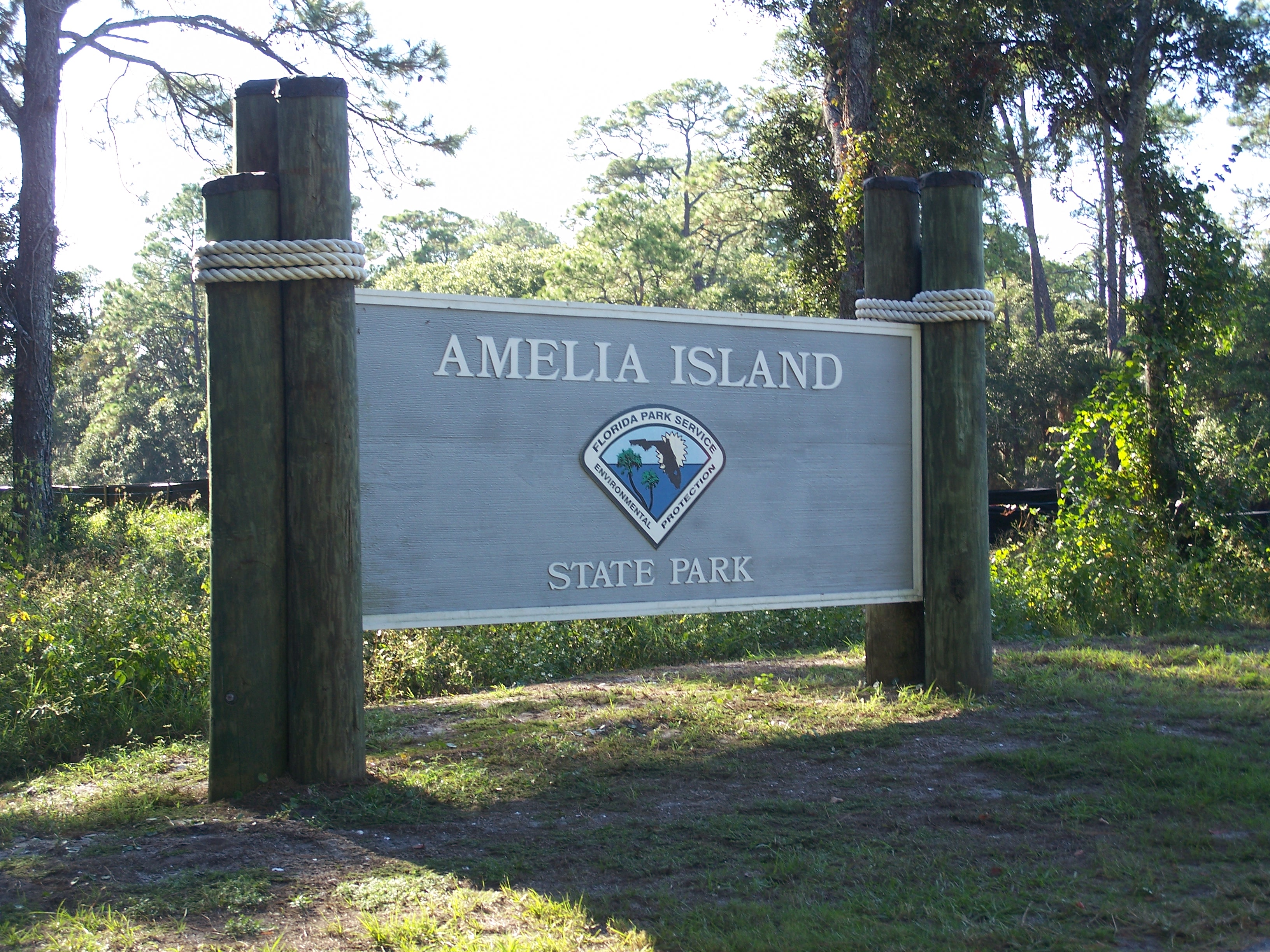
Ingresso dell'Amelia Island State Park

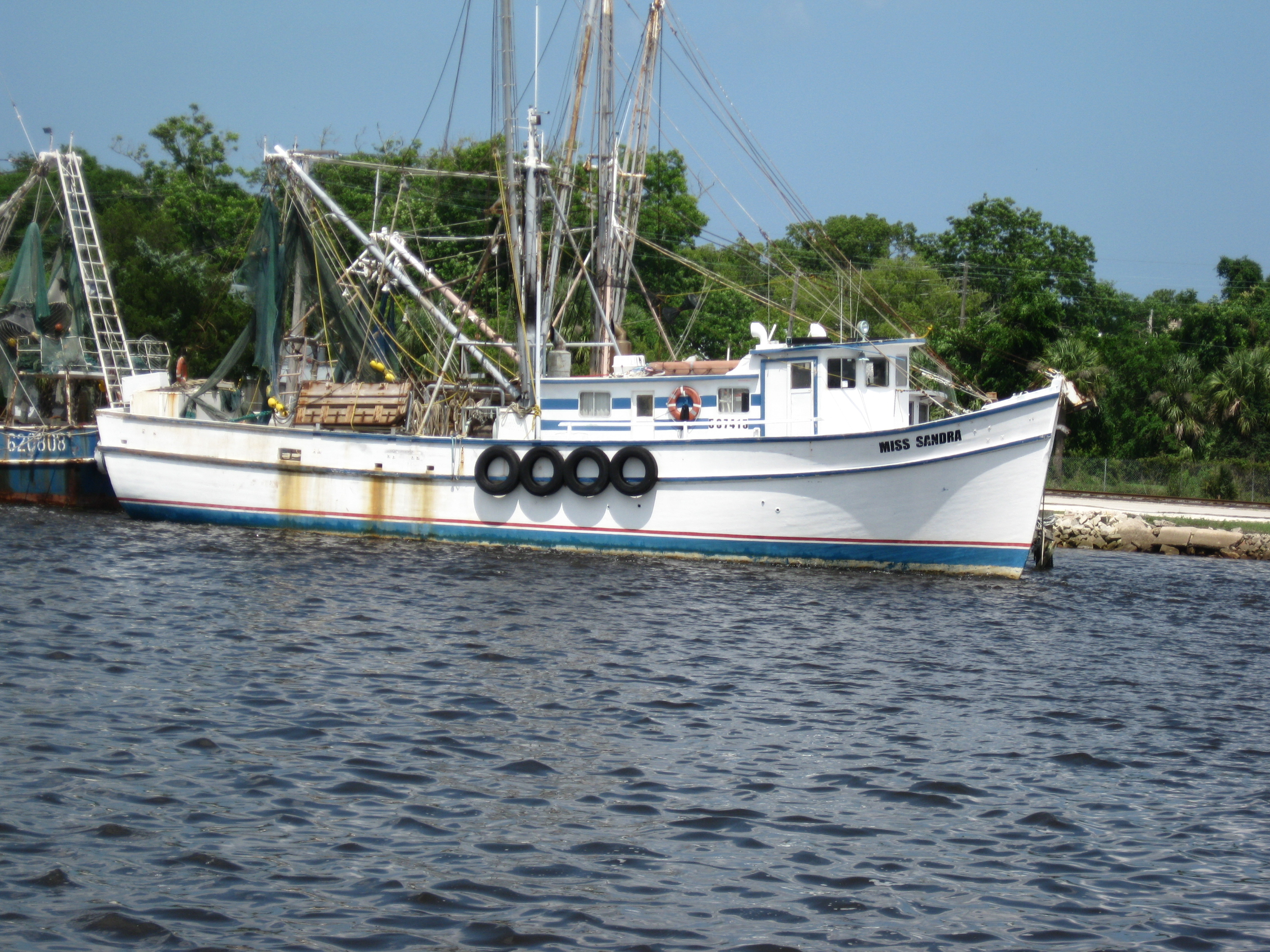
Una barca di fronte ad Amelia Island

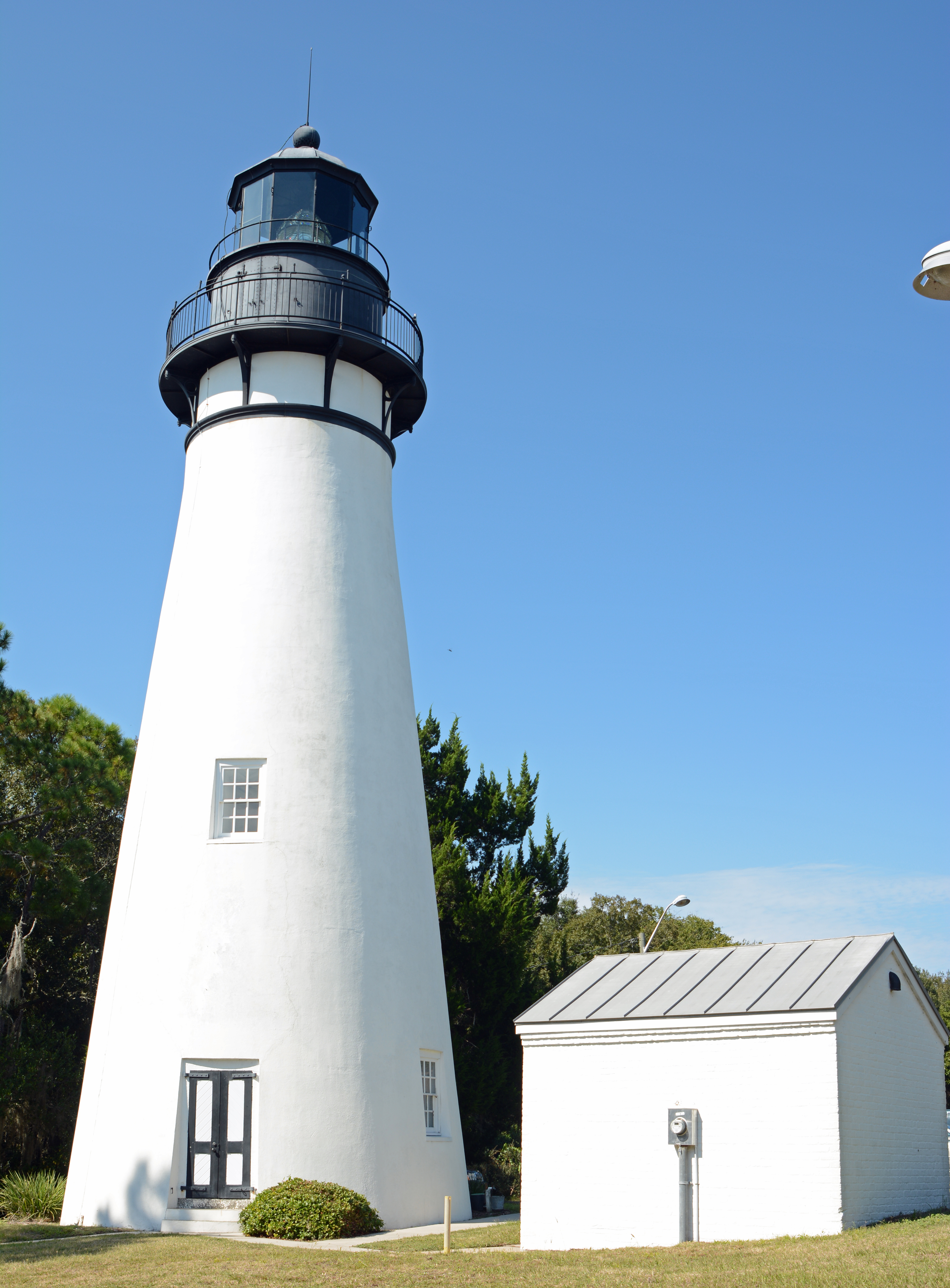
Il faro di Amelia Island

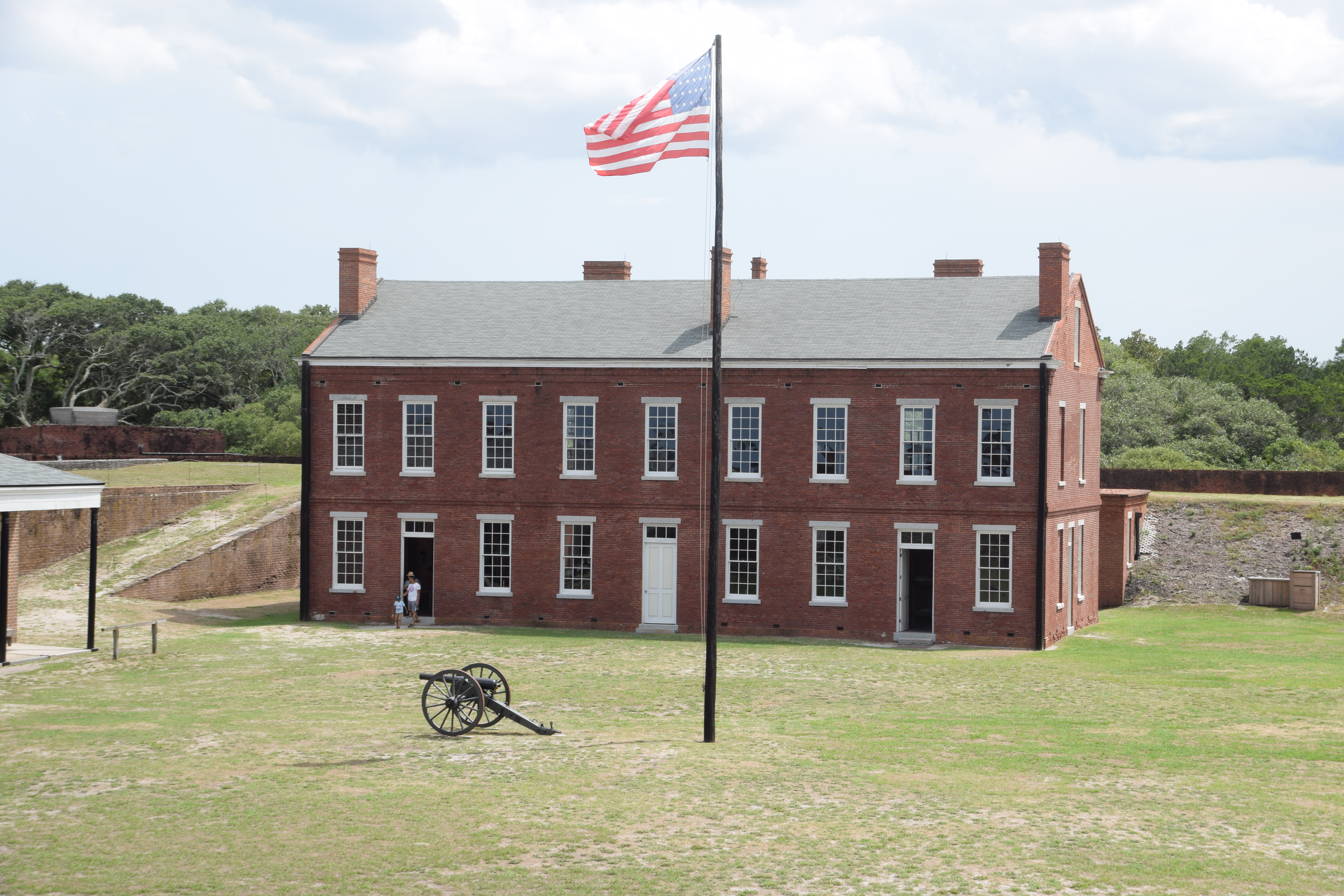
Il Fort Clinch State Park ad Amelia Island

Amelia Island è un'isola sull'Oceano Atlantico della Florida settentrionale, situata nella contea di Nassau e facente parte dell'arcipelago delle Sea Islands. È l'isola più meridionale dell'arcipelago e conta una popolazione di circa 32.000 abitanti.
Principali centri dell'isola sono Fernandina Beach, Amelia City, ecc.
Storicamente, l'isola è stata sotto il dominio di otto diversi Paesi. Il nome dell'isola deriva da quello della principessa Amelia, figlia di re Giorgio II di Gran Bretagna.

## Geografia fisica
Amelia Island si trova nell'estremità settentrionale della Florida, a nord di Jacksonville e al confine con lo stato della Georgia.

## Storia
Amelia Island fu abitata tra il 1000 e gli inizi del XVIII secolo da popolazioni di nativi americani associati alla cultura Timucuan. Presso queste popolazioni l'isola era nota con il nome di Napoyca.
Nel 1562 l'isola venne scoperta dall'esploratore ugonotto Jean Ribault, che la chiamò Isle de Mar e Retreat de Mai. Il primo a possedere l'isola fu dunque la Francia.
Solo tre anni dopo però i 350 occupanti Francesi furono uccisi da truppe spagnole comandate da Pedro Menéndez de Avilés.
Nel 1735, James Version Oglethorpe, governatore della Georgia, chiamò l'isola "Amelia" in onore della figlia di re Giorgio II. Precedentemente l'isola era nota come "Egmont".
Nel 1763 l'isola divenne dominio britannico, ma vent'anni dopo, in seguito al II Trattato di Parigi, tornò in mani spagnole
Nel 1817 un sudamericano nato in Scozia, Gregor MacGregor, dichiarò l'isola come una proprietà dei "confratelli di Messico, Buenos Aires, Nuova Granada e Venezuela". L'isola iniziò così a battere bandiera della Florida.
Nel 1821, l'isola divenne di proprietà degli Stati Uniti d'America. Nel 1861, nel corso della guerra civile americana, passò quindi per un solo anno sotto il controllo delle truppe confederate.
Amelia Island conobbe quindi il suo periodo di massimo splendore tra il 1870 e il 1910, anno in cui molti americani abbienti si costruirono delle case in stile vittoriano nella principale località dell'isola, Fernandina Beach.

## Clima
La temperatura dell'isola oscilla tra i 7 °C del mese di febbraio ai 32,5 °C del mese di luglio.

## Flora e fauna

### Fauna
Sull'isola vivono alligatori, tartarughe marine e varie specie di uccelli.

## Monumenti e luoghi d'interesse

### Architetture civili

#### Faro di Amelia Island
Tra i principali edifici d'interesse dell'isola, figura il faro di Amelia Island, risalente al 1838.

### Siti archeologici
Sull'isola si trova una camera sepolcrale di nativi americani databile negli anni settanta del XVII secolo.

### Musei
In un'ex-prigione di Amelia Island, trova posto l'Amelia Island Museum of History, un museo che racconta la storia dell'isola dai nativi americani agli inizi del XX secolo.

### Parchi
Altro luogo d'interesse dell'isola è rappresentato dal Fort Clinch State Park, un parco costellato di sentieri e spiagge. Nel parco si trova anche un forte risalente al 1847.

## Evoluzione demografica
La popolazione censita di Amelia Highland è pari a 32.199 abitanti, di cui 16.556 sono donne e 15.644 sono uomini.

## Sport
Tra il 1980 e il 2010, si svolgevano ad Amelia Island dei tornei di tennis femminile noti come Amelia Island Championships o WTA Amelia Island o MPS Group Championships.